# تومي بوند
تومي بوند (بالإنجليزية: Tommy Bond)‏ هو ممثل أمريكي، ولد في 16 سبتمبر 1926 بدالاس في الولايات المتحدة، وتوفي في 24 سبتمبر 2005 بلوس أنجلوس في الولايات المتحدة.

## وصلات خارجية
- تومي بوند على موقع IMDb (الإنجليزية)
- تومي بوند على موقع أول موفي (الإنجليزية)
- تومي بوند على موقع قاعدة بيانات الأفلام السويدية (السويدية)
- تومي بوند على موقع إن إن دي بي (الإنجليزية)
- تومي بوند على موقع قاعدة بيانات الفيلم (الإنجليزية)
- تومي بوند على موقع كينوبويسك (الروسية)